# Sancourt (Noorderdepartement)
Sancourt is een gemeente in het Franse Noorderdepartement (regio Hauts-de-France) en telt 219 inwoners (2004). De plaats maakt deel uit van het arrondissement Cambrai.

## Geografie
De oppervlakte van Sancourt bedraagt 3,9 km², de bevolkingsdichtheid is 56,2 inwoners per km².

## Verkeer en vervoer
In de gemeente ligt spoorwegstation Sancourt.
De onderstaande kaart toont de ligging van Sancourt (Noorderdepartement) met de belangrijkste infrastructuur en aangrenzende gemeenten.

## Demografie
Onderstaande figuur toont het verloop van het inwonertal (bron: INSEE-tellingen).